# Пализа, Иоганн
Иоганн Пализа (нем. Johann Palisa; 6 декабря 1848, Троппау, Силезия, ныне Опава, Чехия — 2 мая 1925, Вена) — австрийский астроном; открыватель множества малых планет.

## Биография
Иоганн Пализа с 1866 по 1870 год изучал математику и астрономию в Венском университете, но окончил его только в 1884 году. Уже к 1870 году был ассистентом в университетской обсерватории, а со следующего года — в обсерватории в Женеве. В 1872 году стал директором австро-венгерской морской обсерватории в Поле (ныне город Пула в Хорватии). Работая там, он 18 марта 1874 года открыл свой первый астероид (136) Австрия. В 1880—1919 годах работал в новой Венской обсерватории. В 1899, 1902, 1908 годах публиковал свои звёздные каталоги.

## Открытия
Всего Пализа в период с 1874 по 1923 год открыл 122 астероида. В его честь назван астероид (914) Пализана и кратер на Луне. Астероид (320) Катарина, открытый 11 октября 1891 года австрийским астрономом Иоганном Пализой в Венской обсерватории, назван в честь матери первооткрывателя. Астероид (321) Флорентина, открытый в том же году, назван в честь его дочери. Астероид (710) Гертруд, открытый в 1911 году, назван в честь его внучки, астероид (406) Эрна назван в честь другой его внучки. Астероид (734) Бенда, открытый в 1912 году, назван в честь его жены Анны Бенда, а астероид (867) Ковация, открытый в 1917 году, назван в честь Фридриха Ковача, врача лечившего жену первооткрывателя. Астероиды (902) Пробитада, (975) Персеверанция и (996) Хиларитас, открытые Иоганном Пализой соответственно в 1918, 1922 и 1923 годах, названы после его смерти в честь его качеств: честности, настойчивости и удовлетворения. Астероид (1152) Павона, открытый в 1930 году назван в честь астрономов Иоганна Пализы и Максимилиана Вольфа.
| Открытые астероиды: 122 | Открытые астероиды: 122 |
| ----------------------- | ----------------------- |
| (136) Австрия           | 18 марта 1874           |
| (137) Мелибея           | 21 апреля 1874          |
| (140) Жива              | 13 октября 1874         |
| (142) Пулана            | 28 января 1875          |
| (143) Адрия             | 23 февраля 1875         |
| (151) Абунданция        | 1 ноября 1875           |
| (153) Хильда            | 2 ноября 1875           |
| (155) Сцилла            | 8 ноября 1875           |
| (156) Ксантиппа         | 22 ноября 1875          |
| (178) Белисана          | 6 ноября 1877           |
| (182) Эльза             | 7 февраля 1878          |
| (183) Истрия            | 8 февраля 1878          |
| (184) Дейопея           | 28 февраля 1878         |
| (192) Навсикая          | 17 февраля 1879         |
| (195) Эвриклея          | 19 апреля 1879          |
| (197) Арета             | 21 мая 1879             |
| (201) Пенелопа          | 7 августа 1879          |
| (204) Каллисто          | 8 октября 1879          |
| (205) Марфа             | 13 октября 1879         |
| (207) Гедда             | 17 октября 1879         |
| (208) Лакримоза         | 21 октября 1879         |
| (210) Изабелла          | 12 ноября 1879          |
| (211) Изольда           | 10 декабря 1879         |
| (212) Медея             | 6 февраля 1880          |
| (214) Ашера             | 29 февраля 1880         |
| (216) Клеопатра         | 10 апреля 1880          |
| (218) Бианка            | 4 сентября 1880         |
| (219) Туснельда         | 30 сентября 1880        |
| (220) Стефания          | 19 мая 1881             |
| (221) Эос               | 18 января 1882          |
| (222) Люция             | 9 февраля 1882          |
| (223) Роза              | 9 марта 1882            |
| (224) Океана            | 30 марта 1882           |
| (225) Генриетта         | 19 апреля 1882          |
| (226) Верингия          | 19 июля 1882            |
| (228) Агата             | 19 августа 1882         |
| (229) Аделинда          | 22 августа 1882         |
| (231) Виндобона         | 10 сентября 1882        |
| (232) Россия            | 31 января 1883          |
| (235) Каролина          | 28 ноября 1883          |
| (236) Гонория           | 26 апреля 1884          |
| (237) Целестина         | 27 июня 1884            |
| (239) Адрастея          | 18 августа 1884         |
| (242) Кримхильда        | 22 сентября 1884        |
| (243) Ида               | 29 сентября 1884        |
| (244) Сита              | 14 октября 1884         |
| (248) Ламия             | 5 июня 1885             |
| (250) Беттина           | 3 сентября 1885         |
| (251) София             | 4 октября 1885          |
| (253) Матильда          | 12 ноября 1885          |
| (254) Августа           | 31 марта 1886           |
| (255) Оппавия           | 31 марта 1886           |
| (256) Вальпурга         | 3 апреля 1886           |
| (257) Силезия           | 5 апреля 1886           |
| (260) Губерта           | 3 октября 1886          |
| (262) Вальда            | 3 ноября 1886           |
| (263) Дрезда            | 3 ноября 1886           |
| (265) Анна              | 25 февраля 1887         |
| (266) Алина             | 17 мая 1887             |
| (269) Юстиция           | 21 сентября 1887        |
| (273) Атропа            | 8 марта 1888            |
| (274) Филагория         | 3 апреля 1888           |
| (275) Сапиенция         | 15 апреля 1888          |
| (276) Аделаида          | 17 апреля 1888          |
| (278) Паулина           | 16 мая 1888             |
| (279) Туле              | 25 октября 1888         |
| (280) Филия             | 29 октября 1888         |
| (281) Лукреция          | 31 октября 1888         |
| (286) Иклея             | 3 августа 1889          |
| (290) Бруна             | 20 марта 1890           |
| (291) Алиса             | 25 апреля 1890          |
| (292) Людовика          | 25 апреля 1890          |
| (295) Терезия           | 17 августа 1890         |
| (299) Тора              | 6 октября 1890          |
| (301) Бавария           | 16 ноября 1890          |
| (304) Ольга             | 14 февраля 1891         |
| (309) Фратернитас       | 6 апреля 1891           |
| (313) Халдея            | 30 августа 1891         |
| (315) Констанция        | 4 сентября 1891         |
| (320) Катарина          | 11 октября 1891         |
| (321) Флорентина        | 15 октября 1891         |
| (324) Бамберга          | 25 февраля 1892         |
| (326) Тамара            | 19 марта 1892           |
| (569) Миса              | 27 июля 1905            |
| (583) Клотильда         | 31 декабря 1905         |
| (652) Юбилатрикс        | 4 ноября 1907           |
| (671) Карнегия          | 21 сентября 1908        |
| (687) Тинетта           | 16 августа 1909         |
| (688) Мелани            | 25 августа 1909         |
| (689) Зита              | 12 сентября 1909        |
| (703) Ноэми             | 3 октября 1910          |
| (710) Гертруд           | 28 февраля 1911         |
| (711) Мармулла          | 1 марта 1911            |
| (716) Беркли            | 30 июля 1911            |
| (718) Эрида             | 29 сентября 1911        |
| (719) Альберт           | 3 октября 1911          |
| (722) Фрида             | 18 октября 1911         |
| (723) Гаммония          | 21 октября 1911         |
| (724) Хапаг             | 21 октября 1911         |
| (725) Аманда            | 21 октября 1911         |
| (728) Леонисида         | 16 февраля 1912         |
| (730) Атанасия          | 10 апреля 1912          |
| (734) Бенда             | 11 октября 1912         |
| (750) Оскар             | 28 апреля 1913          |
| (782) Монтефиоре        | 18 марта 1914           |
| (783) Нора              | 18 марта 1914           |
| (794) Иренея            | 27 августа 1914         |
| (795) Фини              | 26 сентября 1914        |
| (803) Пика              | 21 марта 1915           |
| (827) Вольфиана         | 29 августа 1916         |
| (828) Линдеманния       | 29 августа 1916         |
| (867) Ковация           | 25 февраля 1917         |
| (876) Скотт             | 20 июня 1917            |
| (902) Пробитада         | 3 сентября 1918         |
| (903) Нилли             | 13 сентября 1918        |
| (932) Гуверия           | 23 марта 1920           |
| (941) Маррей            | 10 октября 1920         |
| (964) Субамара          | 27 октября 1921         |
| (975) Персеверанция     | 27 марта 1922           |
| (996) Хиларитас         | 21 марта 1923           |
| (1073) Gellivara        | 14 сентября 1923        |
| (14309) Defoy           | 22 сентября 1908        |